# الجمعية البريطانية للتحليل النفسي
تأسست الجمعية البريطانية للتحليل النفسي (بالإنجليزية: British Psychoanalytical Society)‏ من قبل الطبيب النفسي البريطاني إرنست جونز كجمعية لندن للتحليل النفسي في 30 أكتوبر 1913.
ومن خلال هيئاتها ذات الصلة، كمعهد التحليل النفسي وعيادة لندن للتحليل النفسي، فقد شاركت الجمعية في تدريس وتطوير وممارسة التحليل النفسي في مقرها في بيت بايرون، غرب لندن. وهي منظمة تأسيسية للرابطة الدولية للتحليل النفسي وعضو مؤسس في المجلس التحليلي البريطاني.
‌